# Robocode
Robocode je herní Open Source engine pro programování umělé inteligence. Projekt založený Mathewem Nelsonem z IBM. Aktuální vývojář je Flemming N. Larsen, který udržuje a vylepšuje engine napsaný v jazyku Java. Pointa celého programu spočívá v možnosti vtisknout vlastnímu robotovi umělou inteligenci. K dispozici jsou přednastavené funkce, události a herní prostředí, takže se programátor může soustředit pouze na programování samotného mechanismu umělé inteligence. Díky tomuto je naprogramování vlastního jednoduchého robota otázkou několika minut.

## Popis hry
Jde o tankovou bitvu. Každý tank je jeden programátorem naprogramovaný robot. Na tanku jsou tři nezávislé věci: radar, kanón a podvozek. Radar se otáčí dokola a skenuje okolí. Podvozek i dělo jsou nezávislé na zbylých komponentách tanku. Ve hře hraje hlavní roli energie. Každý výstřel a srážka vás stojí energii. Pokud protivníka zasáhnete projektilem, pak energie potřebná k výstřelu se vám vrátí a zasaženému protivníkovi ubere.
Hra je časově omezena. Po vypršení časového limitu startuje další kolo.

## Stručně o programování
Každý robot je odvozen od třídy Robot. Má metody run(), která se zavolá pro spuštění robota, metodu fire(double power), která vystřelí s danou energií (často 1) a mnoho dalších.
Události se obsluhují metodami on* například onHitByBullet() apod. Toto sloužilo jako ukázka jednoduchosti programování.
Více si můžete přečíst v oficiální dokumentaci.